# Ofensiva de Kozelsk
A ofensiva de Kozelsk ( em russo:  Козельская наступательная операция) foi uma ofensiva conduzida por partes da Frente Ocidental do Exército Vermelho contra o 2º Exército Panzer alemão no sudoeste do Oblast de Kaluga na Frente Oriental da Segunda Guerra Mundial entre 22 de agosto e 9 de setembro de 1942.
O ataque do 2º Exército Panzer no início de agosto criou uma pequena saliência na linha soviética. A Frente Ocidental enviou o 3º Exército Blindado, com os 16º e 61º Exércitos e o 1º Corpo de Cavalaria de Guardas como apoio, para lançar um ataque e assim isolar as tropas alemãs em um bolsão. A ofensiva soviética atolou em face do terreno desfavorável e das defesas alemãs e da superioridade aérea. Embora os três exércitos tenham conseguido reduzir o tamanho da saliência em cerca de 9 km (5.6 mi), sofreram pesadas perdas, principalmente em tanques. A ofensiva falhou em atingir seu objetivo, mas prendeu as unidades blindadas alemãs em um setor secundário.

## Contexto

### Operação Wirbelwind

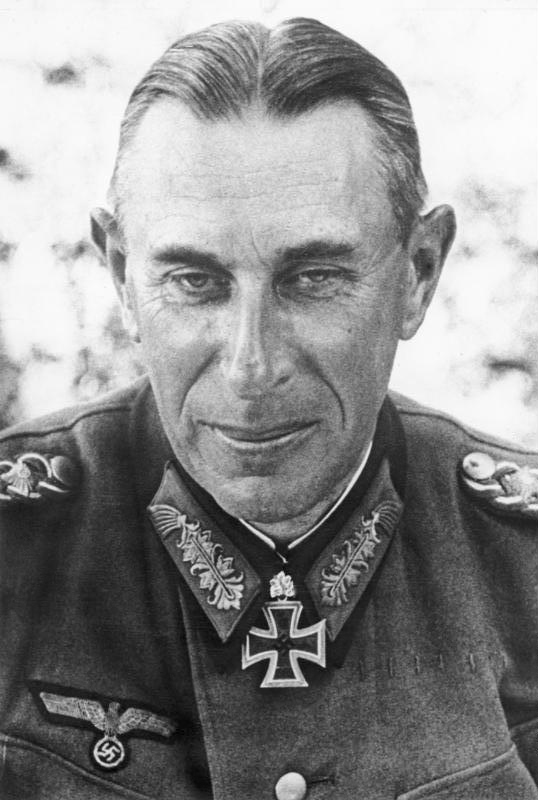
Rudolf Schmidt, comandante do 2º Exército Panzer, em 1942

O 2º Exército Panzer alemão, comandado por Rudolf Schmidt, lançou a Operação Wirbelwind, um ataque destinado a encurtar a linha de frente do Grupo de Exércitos Centro, cortando e derrotando as tropas soviéticas dos 10º e 16º Exércitos estacionadas no saliente de Kirov e Sukhinichi, em 11 Agosto. O plano de ataque original envolveria um avanço simultâneo do 2º Exército Panzer pelo sul e do 4º Exército pelo norte, que deveria cortar o saliente em sua base. No entanto, a primeira operação ofensiva Rzhev-Sychyovka, um ataque soviético que começou no final de julho de 1942, forçou a realocação da maior parte do 4º Exército para reforçar a defesa de Rzhev. Por insistência do comandante do Grupo de Exércitos Centro Günther von Kluge, a ofensiva ocorreu apesar disso, e o ataque foi feito apenas com as forças do 2º Exército Panzer. A força de ponta de lança do 2º Exército Panzer, a 9ª e a 11ª Divisões Panzer, colidiu com as linhas defensivas fortificadas do 16º Exército, e as 9ª e 19ª Divisões Panzer foram detidas após cruzar o rio Zhizdra. O 2º Exército Panzer em Wirbelwind capturou a vila de Ulyanovo e criou uma 25 km (16 mi) saliente na linha soviética, cercando e destruindo elementos avançados de três divisões de rifles. 

### Planos soviéticos
A ofensiva de Kozelsk visava eliminar toda a penetração alemã e o 2º Exército Panzer isolando a saliência com um ataque combinado do 16º, 61º e 3º Exércitos Blindados da Frente Ocidental de Georgy Zhukov. O 3º Exército de Tanques de Prokofy Romanenko, reforçado com infantaria adicional e unidades de tanques, lançaria o ataque principal da área de Belev a sudeste de Kozelsk, cruzaria o rio Vytebet e capturaria Ulyanovo na retaguarda alemã, seguido pelo 61º Exército de Pavel Belov. atrás. Enquanto isso, o 16º Exército de Ivan Bagramyan, liderado pelas forças móveis do 9º Corpo de Tanques de Alexey Kurkin e do 10º Corpo de Tanques de Vasily Burkov e do 1º Corpo de Cavalaria de Guardas de Viktor Baranov, deveria atacar de posições a sudoeste de Kozelsk e destruir o Defesas alemãs ao longo do Zhizdra. Continuando seu avanço, as tropas de Bagramyan deveriam se unir às de Romanenko e Belov em Ulyanovo para completar o cerco do 2º Exército Panzer. 

## Comparação de forças

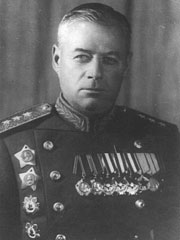
Comandante do 3º Exército de Tanques, Prokofy Romanenko, pós-1944

O 3º Exército de Tanques, que ainda não havia entrado em combate, incluía o 12º Corpo de Tanques de Semyon Bogdanov e o 15º Corpo de Tanques de Vasily Koptsov, bem como a 179ª Brigada de Tanques Separada e as 154ª e 264ª Divisões de Fuzileiros. Imediatamente antes do início da ofensiva, a 1ª Divisão de Fuzileiros Motorizados de Guardas, quatro regimentos de artilharia da Reserva do Alto Comando Supremo (RVGK), dois regimentos de morteiros da Guarda ( lança-foguetes Katyusha ), dois regimentos de caças antitanque e cinco regimentos de artilharia antiaérea, bem como outras unidades. O exército somava 60.852 homens e 436 tanques, incluindo 48 tanques KV, 223 tanques T-34, três tanques leves T-50 e 162 tanques leves T-60 e T-70, além de 168 carros blindados. A força de artilharia do exército incluía 677 canhões e morteiros, incluindo 124 45 canhões antitanque mm, bem como 61 37 canhões antiaéreos mm e 72 Katyushas. O exército de Romanenko foi reforçado pelo 3º Corpo de Tanques de Dmitry Mostovenko com 78 tanques e outras unidades do grupo norte do 16º Exército. 
O 16º Exército era composto por nove divisões de fuzileiros, três divisões de cavalaria, quatro brigadas de fuzileiros separadas, sete brigadas de tanques, uma brigada de caças antitanque, dois batalhões de tanques, três regimentos de artilharia do RVGK, cinco regimentos de artilharia antitanque, sete guardas batalhões de morteiros e dois regimentos de morteiros. No entanto, o grupo de choque do exército consistia na 322ª Divisão de Fuzileiros e duas divisões de cavalaria, a 2ª e a 7ª Guardas, enquanto o restante das unidades se concentrava no centro e no flanco direito do exército.  O 9º e o 10º Corpo de Tanques do 16º Exército totalizaram cerca de 100 tanques, para um total de cerca de 700 tanques envolvidos na ofensiva. O grupo sul do 61º Exército incluía duas divisões de fuzileiros, três brigadas de fuzileiros, uma brigada antitanque de caças, duas brigadas de tanques e três regimentos de artilharia do RVGK.  Os três exércitos soviéticos enviaram um total de 218.000 soldados. 
Contra eles, o 2º Exército Panzer poderia reunir o LIII Corpo de Exército de Heinrich Clößner, o XXXXI Corpo de Panzer de Josef Harpe e o XXXV Corpo de Exército, consistindo nas 296ª, 293ª, 134ª, 52ª, 56ª e 26ª Divisões de Infantaria, a 11ª., 17ª, 9ª e 20ª Divisões Panzer, e a 25ª Divisão Motorizada. As forças alemãs tinham cerca de 200 tanques e canhões de assalto entre eles,  o que significava que eles estavam em desvantagem numérica em mais de 3:1 em força blindada. 

## Prelúdio

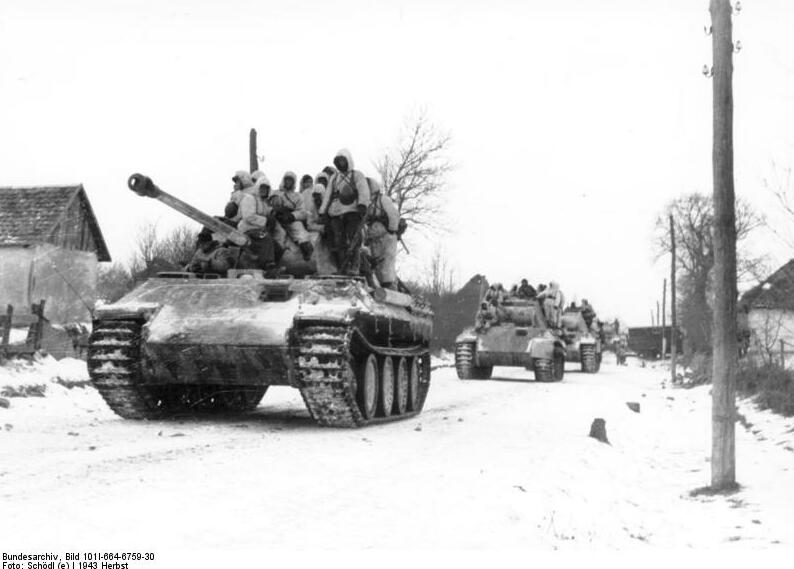
imagem do XXXXI Corpo de Panzer

O 3º Exército de Tanques moveu seus tanques para Kozelsk por via férrea da área de Tula  entre 15 e 19 de agosto, enquanto unidades motorizadas realizavam uma marcha rodoviária de 120 km (75 mi). A marcha de 25 quilômetros da estação ferroviária até a frente foi concluída em 21 de agosto, mas as divisões de fuzileiros demoraram mais para chegar à frente devido à falta de veículos motorizados. O exército foi dividido em três grupos de choque (Grupo Koptsov, Grupo Bogdanov e Grupo Mostovenko) por seu comandante. Cada grupo de choque foi construído em torno de um corpo de tanques e incluiu uma divisão de rifle e unidades de artilharia.  O grupo Mostovenko incluía duas brigadas de fuzileiros em vez de uma brigada de fuzileiros a motor. O primeiro escalão, encarregado do avanço, incluía três divisões de fuzileiros e uma brigada de fuzileiros. O segundo escalão consistia em nove tanques e três brigadas de fuzileiros a motor, e no terceiro escalão estavam a 1ª Divisão de Fuzileiros Motorizados de Guardas, a 179ª Brigada de Tanques, o 8º Regimento de Motocicletas e o 54º Batalhão de Motocicletas.  As ordens para a ofensiva foram emitidas em 18 de agosto, dando três dias de preparação aos comandantes de divisão e brigada, embora as 154ª e 264ª Divisões do 3º Exército Blindado, que chegaram tardiamente, tivessem apenas um dia para se preparar.  Na noite de 20 para 21 de agosto, as 154ª e 264ª Divisões de Fuzileiros, encarregadas do avanço inicial no setor do 3º Exército de Tanques, se moveram para suas posições de salto. 
A inteligência alemã detectou o acúmulo soviético, dando-lhes tempo para fortalecer as defesas avançadas do LIII Corpo de Exército com um grande número de armas antitanque, campos minados e trincheiras e abrigos cavados às pressas. A blindagem alemã foi retirada para trás para criar uma reserva operacional e construiu defesas traseiras com várias linhas de abrigos e bunkers. As defesas alemãs foram baseadas nos rios Zhizdra e Vytebet, a rede de ravinas e assentamentos transformados em pontos fortes fortificados. 

## Batalha

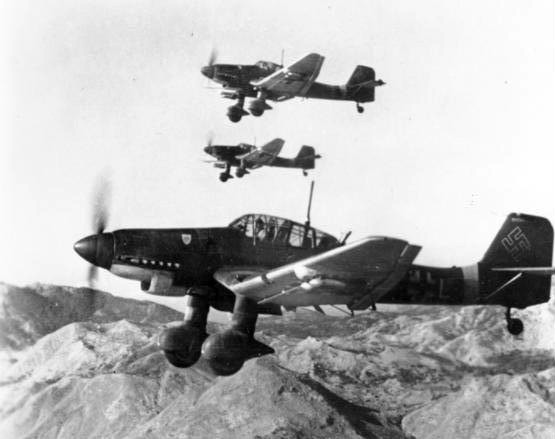
Junkers Ju 87, aviões utilizados nas batalhas

O ataque começou às 06h15 do dia 22 de agosto, com Romanenko enviando três divisões de fuzileiros e uma brigada de fuzileiros no primeiro escalão contra as 26ª e 56ª Divisões de Infantaria. As unidades de infantaria soviética foram capazes de avançar 4–6 km (2.5–3.7 mi) através das defesas alemãs externas, mas não romperam, embora tenham conseguido capturar a vila de Goskovo e avançar para Myzin pela manhã antes de serem detidos por tanques alemães movidos da segunda linha. Às 07:20, Zhukov cometeu o 12º Corpo de Tanques, liderado pelas 30ª e 106ª Brigadas de Tanques. Depois de ultrapassar sua infantaria de apoio, o corpo foi parado por fortes defesas alemãs, campos minados e ataques aéreos de Junkers Ju 87 Stukas e outros bombardeiros na área de Goskovo após um avanço de 4 km (2.5 mi) ao meio-dia. A 113ª Brigada de Tanques equipada com T-34 do 15º Corpo foi lançada atrás da 154ª Divisão de Rifles e logo avançou além da infantaria, mas sofreu pesadas perdas em ataques aéreos alemães após ser detida em um campo minado. A 17ª Brigada de Fuzileiros Motorizados do 15º foi então comprometida, mas também não conseguiu renovar a ofensiva. 
Ao meio-dia, o quartel-general da Frente Ocidental recebeu um relatório de que o 3º Corpo de Tanques havia capturado Smetskiye Vyselki e que as tropas alemãs estavam se retirando apressadamente da primeira linha defensiva. Como o Grupo Koptsov não conseguiu avançar, Zhukov ordenou pessoalmente que o 15º Corpo fosse para o norte no setor de Mostovenko, encarregado de avançar sobre Slobodka e Belyy Verkh. A 1ª Divisão de Fuzileiros Motorizados de Guardas recebeu ordens de avançar entre o 3º e o 15º Corpo de Tanques em direção a Smetskaya, Zhukovo e Perestryazh, e o ataque do 12º Corpo de Tanques foi deslocado para o norte em direção a Myzin e Durnevo. 
Como resultado, o plano de batalha original foi abandonado e as brigadas de tanques avançaram para novos setores sem reconhecimento de rota ou apoio de infantaria. Isso fez com que os tanques ficassem presos em campos minados e terrenos florestais pantanosos.  Além disso, a mensagem sobre a captura de Smetskiye Vyselki acabou sendo falsa quando o destacamento de triagem do 15º Corpo de exército foi emboscado e completamente destruído ao se aproximar da vila, e a vanguarda liderada por Koptsov estava envolvida em combates pesados. A 105ª Brigada de Tanques Pesados e a 17ª Brigada de Rifles Motorizados lançaram um ataque à vila, tomando-a às 17h e desalojando o 192º Regimento de Infantaria da 56ª Divisão após perder sete tanques, mas não conseguiram continuar o avanço.  Enquanto isso, as 154ª e 264ª Divisões de Fuzileiros, apoiadas pelo 12º Corpo de Tanques, capturaram as aldeias de Ozernenskoye, Ozerno e Goskovo, mas o grupo sul do 61º Exército não fez nenhum progresso.  No primeiro dia, os três grupos de choque avançaram menos de 5 km (3.1 mi).  Enquanto isso, o Grupo Mostovenko contornou a resistência alemã, alcançando Vytebet em 24 de agosto, e capturou a vila de Belyy Kamen em 26 de agosto, mas não conseguiu avançar mais. 
Em 23 de agosto, as unidades continuaram o avanço no eixo de ataque anterior. O 12º Corpo de Tanques, apoiado pela 154ª Divisão, avançou para sudoeste em Myzin, Babinkovo, Durnevo e Staritsa. O destacamento avançado de seu flanco direito 97ª Brigada de Tanques, composto por 15 tanques e uma companhia de fuzileiros a motor, foi isolado pelas forças alemãs e não foi retirado do cerco pela 106ª Brigada até o final do dia.  Romanenko comprometeu sua reserva, a 1ª Divisão de Fuzileiros Motorizados de Guardas, para auxiliar o ataque do 15º Corpo de Tanques em 23 de agosto no centro do ataque do exército. No entanto, a essa altura, Clößner havia mudado a 11ª e a 20ª Divisões Panzer para fortalecer a infantaria alemã.  Naquela noite, outro ataque falhou devido à má coordenação e à falta de um plano detalhado. Na madrugada de 24 de agosto, após sofrer pesadas perdas em troca de um avanço de 1–2 km (0.62–1.24 mi), o 3º Exército de Tanques foi novamente parado por tanques e aeronaves alemãs. No final de 24 de agosto, apenas 10 tanques utilizáveis permaneciam na 30ª Brigada de Tanques do 12º Corpo. 

Ofensiva de Kozelsk em 22 de agosto

Neste ponto, a escassez de combustível resultante da inexperiência soviética no fornecimento de grandes formações de tanques começou a afetar as operações das forças blindadas soviéticas. A 1ª Guarda conseguiu avançar mais 4 km e capturam Smetskaya, reduzindo ainda mais o tamanho da penetração alemã, mas também foram interrompidos em 25 de agosto.  No final do mesmo dia, o Grupo Mostovenko e o 15º Corpo eliminaram a resistência alemã das posições a leste do Vytebet e alcançaram o rio, mas não conseguiram cruzar. O 12º Corpo de Tanques, as 154ª e 264ª Divisões e o grupo sul do 61º Exército atacaram sem sucesso a oeste e sudoeste durante este período, em algumas áreas avançando 1 km. 

ofensiva de Kozelsk em 26 de agosto

Para colocar o vapor de volta na ofensiva, Romanenko tomou a decisão de reagrupar suas forças. Na noite de 26 de agosto, o 15º Corpo foi transferido do centro para o flanco esquerdo da ofensiva com ordens de avançar para o sul até Sorokino ao lado do 12º Corpo e da 154ª Divisão. Depois de completar uma marcha de 15 km, o 15º partiu para a ofensiva, mas novamente sem sucesso. Depois que o 15º foi repelido, as 11ª e 20ª Divisões Panzer lançaram um contra-ataque, forçando Romanenko a retirar o 15º Corpo de Tanques para a área de Novogryn para criar uma reserva operacional.  Na manhã de 27 de agosto, o contra-ataque alemão foi rechaçado e o 15º foi transferido para o flanco esquerdo na área de Pakom para apoiar o ataque do grupo sul do 61º Exército. O corpo deveria romper a linha e entrar na retaguarda alemã, pressionado simultaneamente pelo Grupo Bogdanov e pela 264ª Divisão. O corpo atacou em conjunto com a 12ª Divisão de Fuzileiros de Guardas em direção a Leonovo em 28 de agosto, mas foi parado por uma vala antitanque, que foi transposta por sapadores naquela noite. No entanto, o corpo caiu em uma segunda vala que não pôde ser invadida. Nesse ponto, o grupo sul do 61º Exército, atacando frontalmente os pontos fortes alemães, avançou 3 a 4 km à sua direita e 1 km à sua esquerda. 

Ofensiva de Kozelsk em 31 de agosto

Na noite seguinte, o dia 15 foi retirado da linha e na manhã de 30 de agosto concentrou-se nas florestas ao sul de Meshalkino. Um ataque com o Grupo Bogdanov em direção a Sorokino foi planejado, mas foi cancelado devido às pesadas perdas do 12º Corpo de Tanques. Durante o dia, a 195ª Brigada de Tanques do corpo ajudou dois batalhões da 156ª Divisão de Fuzileiros do 61º Exército a escapar do cerco. Enquanto isso, o Grupo Mostovenko conseguiu cruzar o Vytebet, e Romanenko mudou o ataque mais uma vez para o centro e flanco direito. O 15º Corpo e o 264º Fuzil foram transferidos para lá, enquanto o 12º Corpo foi retirado para a reserva operacional para repelir possíveis contra-ataques alemães. Apenas 181 tanques permaneceram no exército nessa época, o que significa que as perdas dos nove dias anteriores totalizaram cerca de 60% da blindagem do corpo, embora alguns dos tanques danificados tenham sido reparados posteriormente. 

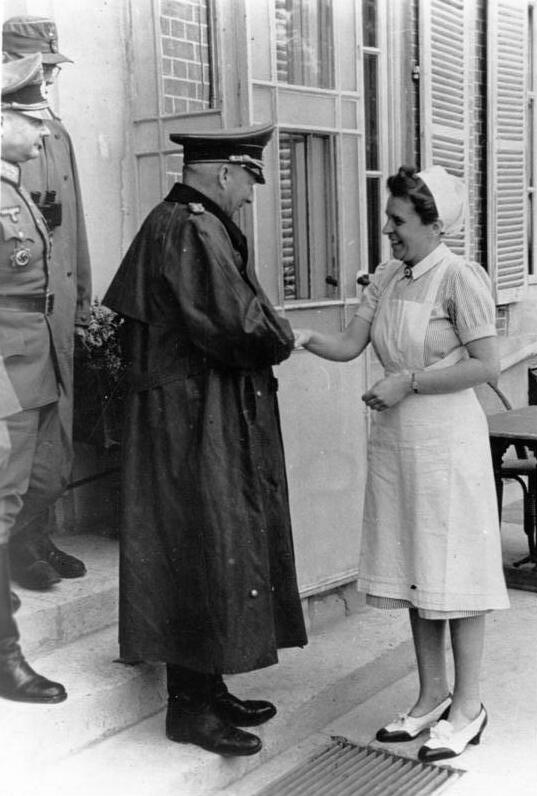
Günther von Kluge e Adolf Hitler foram quem decidiram o fim da Operação Wirbelwind

Em 1º de setembro, em reunião entre Hitler e von Kluge, foi decidido que a Operação Wirbelwind seria abandonada e as 9ª e 11ª Divisões Panzer retiradas do setor para um novo ataque devido à resistência soviética.  Depois de reagrupar seu exército, Romanenko lançou outro ataque malsucedido na tarde de 2 de setembro.  Apesar dos massivos ataques aéreos alemães, o Grupo Mostovenko tomou Volosovo e, após cruzar o Vytebet, a 1ª Divisão de Fuzileiros Motorizados de Guardas capturou Zhukovo e Volosovo. A luta mais pesada ocorreu no centro, perto da aldeia de Ozhigovo, que foi atacada pelo 264º. Demorou até a manhã de 3 de setembro para expulsar as tropas alemãs da aldeia, após um ataque noturno da 17ª Brigada de Fuzileiros Motorizados e das 113ª e 195ª Brigadas de Tanques. O 15º deveria explorar o avanço, porém, o 195º, avançando para Perestryazh, foi contra-atacado e detido por tanques alemães, dos quais 13 foram reivindicados como destruídos pelas forças soviéticas. Apesar disso, a ofensiva teve de ser travada e o Grupo Mostovenko não conseguiu avançar durante o dia. 
Na noite de 3 de setembro, o 3º Corpo de Tanques foi retirado para o RVGK como resultado de suas pesadas perdas. De 5 a 9 de setembro, as brigadas de tanques que permaneceram na cabeça de ponte sobre o Vytebet, apoiadas pela infantaria, tentaram retomar a ofensiva, mas falharam devido aos contra-ataques da 9ª e 17ª Divisões Panzer. Em 10 de setembro, o 3º Exército de Tanques mudou para a defesa e, na segunda quinzena do mês, tendo transferido a 1ª Divisão de Fuzileiros Motorizados de Guardas, a 17ª Brigada de Fuzileiros Motorizados do 15º Corpo e unidades de artilharia para os 16º e 61º Exércitos, foi retirado para o RVGK. 
O ataque lançado pelo 16º Exército também não teve sucesso. No primeiro dia da ofensiva, o grupo de choque do 16º Exército foi interrompido por uma combinação de terreno desfavorável e por ser muito fraco para romper a linha alemã após avançar algumas centenas de metros. As principais forças do flanco esquerdo do 16º Exército avançaram para o sul em vez de leste em direção ao 3º Exército de Tanques, forçando lentamente as tropas alemãs a voltarem para uma posição defensiva anterior. Em 29 de agosto, o flanco esquerdo do exército alcançou a linha de Gretnya, Vosty e Volosovo, avançando entre 1-5 km em oito dias. Uma divisão de rifles da reserva do exército foi enviada para a luta na área de Gretnya, mas também não teve sucesso. 

## Consequências
Depois que a ofensiva soviética foi interrompida pelas tropas alemãs, a maioria das unidades de tanques restantes foram transferidas para outras frentes depois que ambos os lados mudaram para a defensiva. Embora tenha impedido a continuação do ataque alemão no setor, o ataque soviético não teve nenhum ganho significativo, em relação ao número de tropas empenhadas. As perdas de tanques soviéticos na operação chegaram a 500 dos 700 originais. No período de 22 e 29 de agosto força soviéticas perderam 12 mil homens e 22 mil desaparecidos dos 218.412 homens iniciais.  A luta, no entanto, desviou as escassas divisões Panzer alemãs e unidades aéreas do ataque principal no sul. 